# Hednota xylophaea
Hednota xylophaea là một loài bướm đêm trong họ Crambidae.